# Kiçik Qaramurad
Kiçik Qaramurad è un comune dell'Azerbaigian situato nel distretto di Gədəbəy. Conta una popolazione di 1 466 abitanti.